# Самарийгексагаллий
Самарийгексагаллий — бинарное неорганическое соединение, интерметаллид
самария и галлия
с формулой Ga6Sm,
кристаллы.

## Получение
- Сплавление стехиометрических количеств чистых веществ:

{\displaystyle {\mathsf {Sm+6Ga\ {\xrightarrow {439^{o}C}}\ Ga_{6}Sm}}}

## Физические свойства
Самарийгексагаллий образует кристаллы
тетрагональной сингонии, пространственная группа P 4/nbm, параметры ячейки a = 0,5963 нм, c = 0,7608 нм, Z = 2,
структура типа плутонийгексагаллия Ga6Pu
.
Соединение образуется по перитектической реакции при температуре 439 °C
.